# بلده خولان (یمن)
بلده خولان (در عربی:  بلدة خَولان )
نام روستایی است در دهستان القَیوان از توابع استان صَعده در کشور یمن در شبه جزیره عربستان.

## جمعیت
جمعیت آن (۵۵) نفر (۶ خانوار) می‌باشد.